# 迴旋鏢山脈

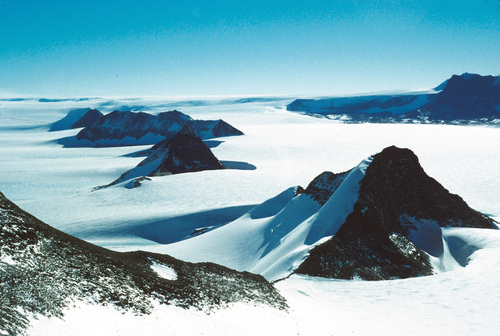

78°27′S 158°45′E / 78.45°S 158.75°E
迴旋鏢山脈（英語：Boomerang Range）是南極洲的山脈，位於奧次地，處於斯凱爾頓冰川西面，全長25公里，在1957年由新西蘭探險隊命名和繪入地圖，現時由南極條約體系管理。